# Grupo Desportivo Os Fósforos
O Grupo Desportivo "Os Fósforos" foi uma equipa de futebol da cidade de Lisboa, Portugal.

## História
- 1920 : fundação do clube com o nome Grupo Desportivo "Os Fósforos" [1]
- 8 de agosto de 1946 : fusão com o Clube Oriental de Lisboa

Este clube foi um dos fundadores do Clube Oriental de Lisboa. Apesar de ser o mais novo dos três da fundadores, foi o que mais vezes esteve na 1.ª divisão da A.F.L.
1. ↑  «História do Movimento Operário e Conflitos Sociais em Port... | Book». ihc (em inglês). 27 de outubro de 2020. Consultado em 7 de março de 2021